# Místní akční skupina Společná cesta
Území Místní akční skupiny Společná cesta tvoří 4 navzájem sousedící svazky obcí – Mezihoří, Ivanovická brána, Větrník a Rakovec. MAS celkově sdružuje 32 obcí, 3 městyse a 2 města okresu Vyškov.
Základním nástrojem pro dosažení dílčích cílů MAS jsou prostředky z fondů Evropské unie a to konkrétně z programu LEADER. Tento program má poměrně specifický způsob rozhodování o přidělených dotacích na konkrétní projekt. Rozhoduje totiž sama Místní akční skupina, která zná nejlépe potřeby regionu.

## Historie
Místní akční skupina Společná cesta vznikla 17. prosince 2004 za účelem všestranné podpory rozvoje venkova v regionu pomocí kooperace veřejného, soukromého a neziskového sektoru. Hlavní důvody vytvoření občanského sdružení MAS Společná cesta na území sousedících svazků obcí Mezihoří, Ivanovická brána, Větrník a mikroregionu Rakovec deklarované představiteli této MAS jsou:
- vyrovnání disproporcí v rozvoji jednotlivých obcí a území
- přenos a vzájemné využívání zkušeností
- prosazování společné venkovské politiky
- posílení sousedských vazeb s cílem společné prezentace území Vyškovska jako aktivního územního celku, který je připravený a schopný realizovat rozvoj dle vlastního uvážení s vědomím své vlastní zodpovědnosti při všech rozhodováních v řídicích orgánech – zastupitelstvech a radách obcí, v programových výborech apod.

Ještě před založením společného projektu MAS docházelo k částečné kooperaci na území dnešní MAS. Došlo k investicím do vzdělávání v čele s vybudováním mikroregionálního střediska v Rostěnicích. Tento projekt se uskutečnil v období 2001-2004 za kooperace svazku obcí Větrník, několika soukromých firem, obyvatel Rostěnic a původních německých obyvatel. To se stalo základem pro další projekty zaměřené na vzdělávání. Narostla kapacita vzdělávacích prostor a zařízení a celkové náklady tehdejšího projektu přišly na 16 500 000 Kč.
Už od dřívějších dob a to od roku 1999 začaly na svém území působit SO Větrník a SO Drahanská vrchovina, od roku 2004 pak SO Rakovec. Protože se jedná o sousední, poměrně malé svazky obcí, při některých mikroregionálních projektech, přesahujících jejich územní ohraničení, spolupracovaly na jejich řešeních (např. kanalizace, vodovody, doprava). Později začaly mikroregiony spolupracovat s poradcem - tzv. „venkovským manažerem - ohledně budoucnosti území a tvorby Rozvojové strategie území. Vyvstaly další společné možnosti a potřeby (sociální oblast, agroenvironmentální otázky, turistický ruch, vzdělávání, přeshraniční spolupráce, apod.). Doposud se však jejich úvahy a plány opíraly pouze o rozpočty obcí a dotace z ministerstev. Během let 2003 a 2004 se podařilo přesvědčit starosty a zastupitelstva o reálnosti strategií a bylo možné začít s jejich přípravou na spolupráci i s ostatními sektory na venkově. Vysvětlování a objasňování výhod a nevýhod ze strany poradce v radách mikroregionů vyústilo na podzim roku 2004 k oslovení podnikatelů a zástupců neziskového sektoru ke spolupráci na společném rozvoji.

## Území
Na vybraném území Vyškovska můžeme území MAS Společná cesta označit jako sídelní strukturu středně velkých venkovských obcí s převažující velikostní kategorií s počtem obyvatel do 500 (24 obcí). Sídelních jednotek s počtem obyvatel 500 – 1000 se tu nachází devět, nad 1000 obyvatel pak jedna obec a dvě města. Celá oblast Společné cesty, hlavně pak mikroregionů Mezihoří a Ivanovické brány, má rovinatý reliéf s úrodnou půdou. Jde o jakousi bránu Hané s výraznou zemědělskou činností. V mikroregionu Rakovec se poměrně významně rozvinul průmysl. V téměř všech vsích Svazku obcí Větrník v minulosti žilo původní německé obyvatelstvo, jež utrpělo poválečným odsunem. Někdy se setkáváme s označením „Německý ostrůvek“ pro tuto oblast Vyškovska. Právě v této části MAS v současnosti probíhá pravděpodobně nejintenzivnější kooperativní činnost. Mezi kulturní specifika, která se tento mikroregion snaží prezentovat patří hliněná architektura, přírodní rezervace, nenáročné cyklotrasy vedoucí jihomoravskou stepí a hipostezky (stezky pro jezdectví na koních). Pod tento Svazek obcí spadá sedm vesnic s „tradičním jihomoravským rázem“ - jde o Rostěnice-Zvonovice, Dražovice, Bohdalice-Pavlovice, Kučerov, Lysovice, Hlubočany a Letonice.

## Organizační struktura
Organizace MAS Společná cesta je rozdělená na více úrovní. Při nejzákladnějším rozlišení tu máme rozhodovací úroveň a administrativní úroveň. Složení MAS Společná cesta je obecně velmi pestré. Máme tu zástupce veřejného sektoru - např. zmíněný SO Větrník nebo Mikroregion Rakovec), neziskové sféry (Občanské sdružení Zvonek, OS Branek, Jezdecký klub Manner, katolický vzdělávací spolek Svornost nebo různé tělocvičné jednoty, které se na území MAS vyskytují v hojném počtu), ale i podnikatele a jiné zástupce soukromého sektoru. Jmenovat můžeme např. společnost Moravská krajina s. r. o. se sídlem v Pavlovicích na území SO Větrník, dále firmu Quantum Vyškov podnikající v plynárenství anebo živnostníky, kteří se přímo podílejí na činnosti rozhodovacích výborů MAS nebo jsou přímo členy těchto výborů a komisí. Personální složení řídicích výborů MAS je následující:
- Programový výbor má 9 členů a v současnosti sestává ze 4 zástupců veřejného sektoru, 4 zástupců neziskových organizací a 1 živnostníka zařaditelného do soukromé sféry
- Výběrová komise má 10 členů přičemž veřejný sektor zastupují 2 lidé, soukromý sektor 3 lidé a k neziskové sféře patří 5 členů, tj. polovina Výběrové komise
- Kontrolní komise sestává ze 3 členů, přičemž jsou rovnoměrně zastoupeny všechny tři sektory

## Strategie a cíle
Jádro strategického rozvoje MAS Společná cesta tvoří čtyři pilíře:
- Regionální propojení obcí a rozvoj cestovní ruchu

Jedná se zejména o propojení míst regionálního významu – kulturní (kapličky, boží muka apod.), krajinné (chráněné oblasti, památkové stromy). Tímto způsobem dojde k zabezpečení udržitelnosti krajinného rázu v návaznosti na dostupnost škol a zaměstnání.
- Zlepšení estetického vzhledu obcí

Především ve smyslu zkvalitnění životních podmínek v jednotlivých obcí zapojených do akčního programu a také zlepšení péče o historické a kulturní památky v obcích ve spolupráci s občany.
- Posílení místních partnerství a zamezení sociálně patologických jevů u dětí a mládeže ve vztahu k lokalitě

Účelem je vznik objektů s multifunkčním využitím (kulturní domy, kina, hřiště, tělocvičny), které by měly sloužit občanům všech věkových kategorií. Zároveň se předpokládá zapojení občanů do realizace těchto projektů a tím se má dosáhnout k utužení sociálních vztahů mezi občany.
- Posílení ekonomiky

V podstatě podpora domácích výrobků typických pro daný region nebo oblast zpracovávaných výhradně z místních zdrojů. Například potravinářské výrobky s vyšší přidanou hodnotou, které budou propagovány na regionální, krajské a celostátní úrovni.
Tyto strategické cíle jsou rámcovým programem pro rozvoj regionu v období 2007-2013.